# Lotegorisch

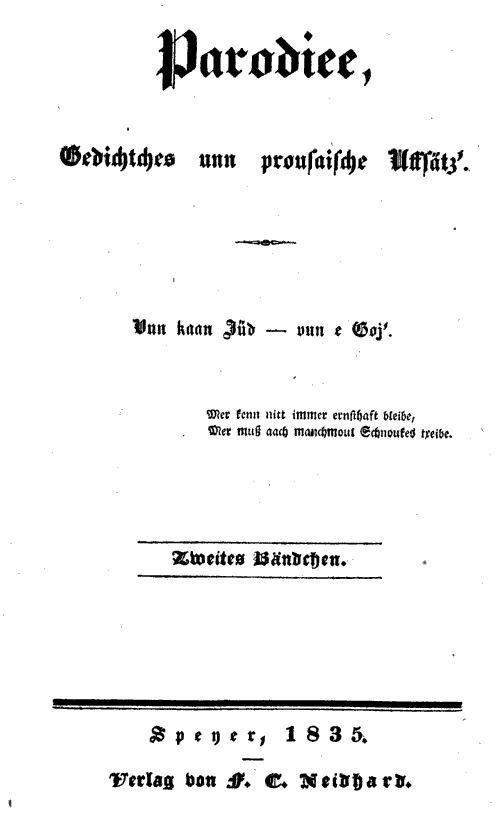
Frontespizio del libro in Lotegorisch di Christian Heinrich Gilardone, Parodiee, Gedichtches und prousaische Uffsätz. Vun kaan Jüd - vun e Goj, 2. Bändchen, Spira, 1835.

Il Lotegorisch o Lottegorisch (anticamente kodesch lochne, in ebraico laschon‎? = "lingua" e kodesch = "santo") è una lingua commerciale e variante palatina della lingua segreta Rotwelsch, parlata nel Leiningerland (specialmente a Carlsberg), dove alla fine del XVIII secolo molti vagabondi, tra cui molti ebrei, si stabilirono e dove molti di loro lavorarono come artigiani e venditori ambulanti.